# Adam Hess
Pour les articles homonymes, voir Hess.
Adam Hess, né le 4 avril 1981 à Warren dans le Michigan aux États-Unis, est un joueur américain de basket-ball évoluant au poste d'arrière.

## Biographie
Adam Hess commence sa carrière universitaire en 1999 au sein des Eagles de l'université de l'Est du Michigan de Ypsilanti, puis pendant trois saisons avec The Trib du Collège de William et Mary de Williamsburg en Virginie.
Il part en Europe en 2004 où il joue deux ans dans le championnat tchèque sous les couleurs du club du ČEZ Basketball Nymburk avant de s'engager en 2006 avec le club allemand des Artland Dragons de Quakenbrück.
En 2006-07 Hess réalise une très bonne saison avec les Artland Dragons qui créent l'évènement en Allemagne. En effet le club de Basse-Saxe, jusque-là habitué aux accessits, se hisse en finale du championnat où il est finalement défait par le Brose Baskets de Bamberg. Hess tente ensuite les summer leagues aux États-Unis : il participe durant cet été 2007 à celle de Las Vegas avec les Suns de Phoenix mais n'est pas retenu. Il s'engage alors avec la Chorale de Roanne, fraîchement auréolée de son titre de championne de France, et donc destinée à disputer l'Euroligue (jusque-là il n'avait disputé avec Nymburk que la FIBA EuroCup).
Il reste en France une saison, atteignant les finales de Pro A et disputant quatorze matchs d'Euroleague avant de repartir à Quakenbrueck.
Il quitte de nouveau le club allemand en 2009 pour jouer une saison en LEB Oro (la seconde division espagnole) avec le CB Tarragona, puis revient de nouveau à Quakenbrueck où il restera cette fois deux saisons, jusqu'en 2012.
Il joue ensuite pour deux autres clubs de Basketball-Bundesliga, le Phoenix Hagen (de) lors de la saison 2012-2013, le Ratiopharm Ulm lors des saisons 2013-2014 et 2015-2016 puis de nouveau le Phoenix Hagen depuis l'été 2015.

## Clubs successifs
- 1999-2000 :  Eastern Michigan (NCAA)
- 2001-2004 :  Collège de William et Mary (NCAA)
- 2004-2006 :  Nymburk (1er division)
- 2006-2007 :  Artland Dragons (Basketball-Bundesliga)
- 2007-2008 :  Roanne (Pro A)
- 2008-2009 :  Artland Dragons (Basketball-Bundesliga)
- 2009-2010 :  CB Tarragona (LEB Oro)
- 2010-2012 :  Artland Dragons (Basketball-Bundesliga)
- 2012-2013 :  Phoenix Hagen (de) (Basketball-Bundesliga)
- 2013-2015 :  Ratiopharm Ulm (Basketball-Bundesliga)
- 2015-2016 :  Phoenix Hagen (Basketball-Bundesliga)

## Palmarès

### Club
- Champion de République tchèque : 2005 et 2006
- Vice-champion d'Allemagne : 2007
- Vice-champion de France de Pro A : 2008